# Lalla Weiss
Zielwa (Lalla) Weiss (Dieren, 1961) is een Nederlands activiste en bestuurder die zich inzet voor de rechten van de Sinti en Roma in Nederland.

## Leven en werk
Weiss is een dochter van Sintileider Hannes Weiss. Na haar jeugd in Dieren woonde zij vanaf haar elfde in Best, aanvankelijk in een woonwagen, sinds 1998 in een huis. Ondanks de machocultuur van de Sinti en Roma en hoewel zij al op haar elfde van school ging, ontwikkelde zij zich tot een van de meest vooraanstaande Sinti- en Romaleiders in Nederland. In 1989 stond zij aan de wieg van de Landelijke Sinti Organisatie (LSO), die vanaf 2005 Stichting Landelijke Sinti/Roma Organisatie (LSRO, ook SLSRO) heette. Dat was een niet-gouvernementele organisatie die opkwam voor de rechten van de Sinti en Roma in Nederland. Lalla Weiss was coördinator en woordvoerder.
De directe aanleiding voor de oprichting van deze belangenorganisatie was dat de Sinti en Roma in Nederland nog altijd niet erkend waren als oorlogsgetroffenen. In 1999 werden zij eindelijk als zodanig erkend door de regering-Kok. Als compensatie werd hen in 2000 een bedrag van 30 miljoen gulden toegewezen, dat beheerd werd door het Nederlands Instituut Sinti en Roma in Den Bosch (tot 2009 onder de naam Stichting Rechtsherstel Sinti en Roma (SRSR)). Behalve voor de erkenning van het oorlogsverleden zette de LSO zich ook in voor het verbeteren van de relatie tussen de Sinti en Roma en de "gewone" Nederlanders (Roma en Sinti spreken van burgers), en voor de integratie van de vroegere nomaden in de sedentaire Nederlandse maatschappij. Zo wist de organisatie leerplichtambtenaren in Noord-Brabant te dwingen Roma-ouders te bekeuren als zij hun kinderen niet naar school stuurden. Tot dat moment liet men dat achterwege, met als gevolg dat een groot deel van de Roma geen opleiding volgde en er veel werkloosheid was onder de Roma, met veel spanningen en problemen tot gevolg.
Hoewel het werk van de LSO in 2001 bekroond werd met de Geuzenpenning, die werd uitgereikt door prinses Margriet, leidde in 2008 het dichtdraaien van de subsidiekraan door de overheid tot het opheffen van de organisatie. Sindsdien is Lalla Weiss de officieuze woordvoerder van de verder zeer gesloten Nederlandse Roma- en Sintigemeenschap, en daarmee een onmisbare schakel tussen deze groep en de politiek. Ook buiten Nederland wordt haar expertise erkend; zo werd ze in 2007 uitgenodigd om een commissie van het Europees Parlement toe te spreken.
In 2004 maakte filmmaker Bob Entrop een korte documentaire over haar. Samen maakten zij een negendelige documentaire over de geschiedenis van de Roma en Sinti in Nederland.
In 2013 sprak Weiss tijdens de Kristallnachtherdenking in Amsterdam.
Weiss organiseerde verscheidene herdenkingsreizen naar concentratiekamp Auschwitz, waar in de Tweede Wereldoorlog honderden Nederlandse Sinti en Roma werden vergast.

## Onderscheiding
In 2006 werd Lalla Weiss voor haar inzet tot Ridder in de Orde van Oranje-Nassau benoemd.

## Trivia
Ali B en Glen Faria hebben het nationale bevrijdingslied van 2015 Nieuwe held opgedragen aan Hannes Weiss, naar aanleiding van een gesprek met zijn dochter Lalla.